# Jane Azimont
Ne doit pas être confondu avec Cécile Azimont.
Scènes principales
Bouffes-du-Nord, théâtre Cluny, théâtre du Châtelet, Opéra-Comique.
Jeanne Durget dite Jane Azimont, née le 25 octobre 1868 dans le 1er arrondissement de Lyon et morte le 11 février 1934 dans le 9e arrondissement de Paris, est une cantatrice et une actrice française.
Sa carrière artistique est documentée de 1887 à 1922.

## Biographie
Fille de limonadiers lyonnais du quai Saint-Vincent, Jeanne Durget débute en province au théâtre des Célestins à Lyon, au Grand-Théâtre de Saint-Étienne (1887-1888), et au théâtre de Cherbourg (saison 1888-1889), avant d'être engagée aux Bouffes-du-Nord à Paris sous le nom de Jane Azimont en 1889, puis au théâtre Artistique, et d'entrer au théâtre Cluny en septembre 1892 où elle restera trois ans. 
Elle le quitte pour entamer à partir de 1896 une carrière de chansonnière dans différents cabarets, comme la Roulotte ou le Carillon. Elle se produit également au théâtre Déjazet, avant d'intégrer en 1899 le théâtre du Châtelet, puis en 1901 le théâtre de la Robinière. 
Jane Azimont est finalement engagée en juin 1903 à l'Opéra-Comique où elle restera au moins jusqu'en 1910. Elle figure encore dans l'Annuaire international des lettres et des arts de 1922, domiciliée au 11, rue Mansart dans le 9e arrondissement.

## Carrière
Grand-Théâtre de Saint-Etienne
- 1888 (janvier) : Le Canard à trois becs, opéra-bouffe en 3 actes de Jules Moinaux, musique d'Émile Jonas : Barbe[11]

Théâtre des Bouffes-du-Nord
- 1889 (août) : Roger Bontemps, vaudeville en 1 acte de Clairville et Bernard Lopez : Jeanne, la duchesse
- 1889 (septembre) : Le Supplice d'un homme, d'Eugène Grangé et Lambert Thiboust
- 1889 (octobre) : Les Deux bigames, comédie-cascade d'Eugène Tarbé et Albert de Ricaudy : Éléonore
- 1889 (20 décembre) : Les Boussigneul, vaudeville en 3 actes de Gaston Marot, Alfred Pouillon et Édouard Philippe, musique d’Édouard Okolowicz : Exaltine[12]
- 1890 (décembre) : La Danseuse au couvent, comédie en 1 acte de Pierre Decourcelle : Yvette

Théâtre Artistique
- 1892 (1er février) : La Marmite enchantée, comédie préhistorique en un acte et en vers de Léon Durocher, musique d'Ernest Le Tourneux[13]

Théâtre Cluny
- 1892 (2 septembre) : On ne badine pas avec l'honneur , comédie en 1 acte de Paul Ginisty et Jules Guérin : Étiennette[14]
- 1892 (15 octobre) : La Tournée Ernestin, vaudeville en 4 actes et 7 tableaux de Léon Gandillot : Philomène[15]
- 1893 (7 février) : Les Cambrioles de l'année, revue en 3 actes et 10 tableaux d’Édouard Milher et Armand Numès[16]
- 1893 (2 mars) : La Boîte à Bibi, vaudeville d'Alfred Duru et Saint-Agnan Choler : Henriette
- 1893 (17 avril) : Corignan contre Corignan, vaudeville en 3 actes de Georges Rolle et Jean Gascogne : Huberte Corignan[17] (181 représentations)
- 1893 (1er septembre) : La Poudre d'escampette, folie-vaudeville en 3 actes d'Alfred Hennequin et Henry Bocage : Catherine[18]
- 1893 (11 novembre) : Ah ! La pau ... la pau ... la pauvre année, revue en 3 actes et 11 tableaux d’Édouard Milher et Léon Gandillot : Gigolette du Palais-Royal / Sieglinde[19]
- 1894 (2 mars) : L'Oncle Bidochon, vaudeville en 3 actes d'Henri Chivot, Albert Vanloo et Paul Roussel : Clara Valmont[20]
- 1894 (24 juin) : La Mariée récalcitrante, comédie-bouffe en 3 actes de Léon Gandillot : Rosita[21]
- 1894 (9 août) : Une corneille qui abat des noix, comédie-vaudeville en 3 actes de Théodore Barrière et Lambert Thiboust : Alexina[22]
- 1894 (14 septembre) : La Marraine de Charley, comédie burlesque en 3 actes de Maurice Ordonneau d'après Brandon Thomas, musique d'Ivan Caryll : Miss Kitty Verdun[22]
- 1895 (15 mars) : La Cage aux lions, comédie-bouffe en 3 actes de Léon Gandillot : Clara Miroir
- 1895 (5 juin) : Les Petites Brebis, opérette en 2 actes, paroles d'Armand Liorat, musique de Louis Varney : Fanny

Théâtre Déjazet
- 1896 : Les Femmes de Paul de Kock, vaudeville fantastique en 5 actes et 9 tableaux de Léon et Frantz Beauvallet, musique de Marc Chautagne : Fifine / Denise[23]

Opéra de Monte-Carlo
- 1897 (janvier) : Les Mousquetaires au couvent, opérette en 3 actes de Louis Varney, livret de Jules Prével et Paul Ferrier : Marie de Pontcourlay

Théâtre du Châtelet
- 1899 (mai) : La Poudre de Perlinpinpin, féérie à grand spectacle en 4 actes et 35 tableaux d'Ernest Blum et Pierre Decourcelle, d'après les frères Cogniard : Catiche

Théâtre de la Robinière
- 1901 (12 décembre) - 1902 (27 mars) : Coups de ciseaux, revue de Jules Oudot et Henry de Gorsse : Liliane, la commère[24] (183 représentations)[25]

Théâtre des Capucines
- 1902 (9 janvier) : A votre Santos, revue en 1 acte de Pierre Kok, musique d'Eugène Vasseur : la commère

Opéra-Comique
- 1903 (16 juin) : Le Châlet, opéra-comique en 1 acte d'Adolphe Adam, livret d'Eugène Scribe et Mélesville : Betty[26]
- 1910 : Aurore d'amour, opérette en 1 acte en vers de Félix Puget, musique d'Esteban Marti : Hélène

## Distinctions
- Officier d'Académie (arrêté du Ministre de l'Instruction publique et des Beaux-Arts du 6 février 1903)[27].
- Officier de l'Instruction publique (arrêté du Ministre de l'Instruction publique et des Beaux-Arts du 20 janvier 1909)[28],[29].